# Thromboxan A2
Thromboxan A2 (oder kurz: TXA2) ist ein mit den Prostaglandinen verwandtes Eicosanoid, das hauptsächlich in Thrombozyten (Blutplättchen) vorkommt und nach diesen benannt ist. Es enthält einen Oxan-Ring aus fünf Kohlenstoff- und einem Sauerstoffatom. 
Aus dem Vorprodukt Arachidonsäure wird durch Cyclooxygenase und Peroxidase zunächst Prostaglandin H2 gebildet. Aus diesem stellt die Thromboxan-Synthase schließlich Thromboxan A2 her.

## Wirkung
Thromboxan A2 vermittelt seine Wirkungen über den Thromboxan-Rezeptor, einen membranständigen G-Protein-gekoppelten Rezeptor. Das aktive Thromboxan-A2 wird im Körper mit einer Halbwertszeit von 30 Sekunden zum inaktiven Metaboliten Thromboxan-B2 abgebaut.

Thromboxan-B_{2}, das inaktive Abbauprodukt des Thromboxan-A_{2}.

- Thrombozytenaggregation: TXA2 wird unter anderem in Thrombozyten gebildet und ist dort das hauptsächlich gebildete Prostaglandin. Es aktiviert die Thrombozytenaggregation über die Thromboxan-Rezeptoren auf den Thrombozyten und ist ein Gegenspieler des vom Endothel gebildeten blutgerinnungshemmenden Prostacyclins. Thrombozyten enthalten ausschließlich Cyclooxygenase-1 zur Prostaglandinbildung. Diese wird durch Acetylsalicylsäure unwiederbringlich funktionsunfähig gemacht und kann dann in Thrombozyten nicht neu gebildet werden (da diese kernlos sind). Daher sind diese Thrombozyten für den Rest ihres acht- bis zwölftägigen Lebens im Organismus auch nach kleinen Dosen von Acetylsalicylsäure in ihrer Aggregationsfähigkeit deutlich eingeschränkt.
- glatte Muskulatur: TXA2 bewirkt über die Thromboxan-Rezeptoren auch eine Kontraktion sämtlicher glatter Muskeln an Gefäßen und Luftwegen.